# رسول الغيث الرمادي

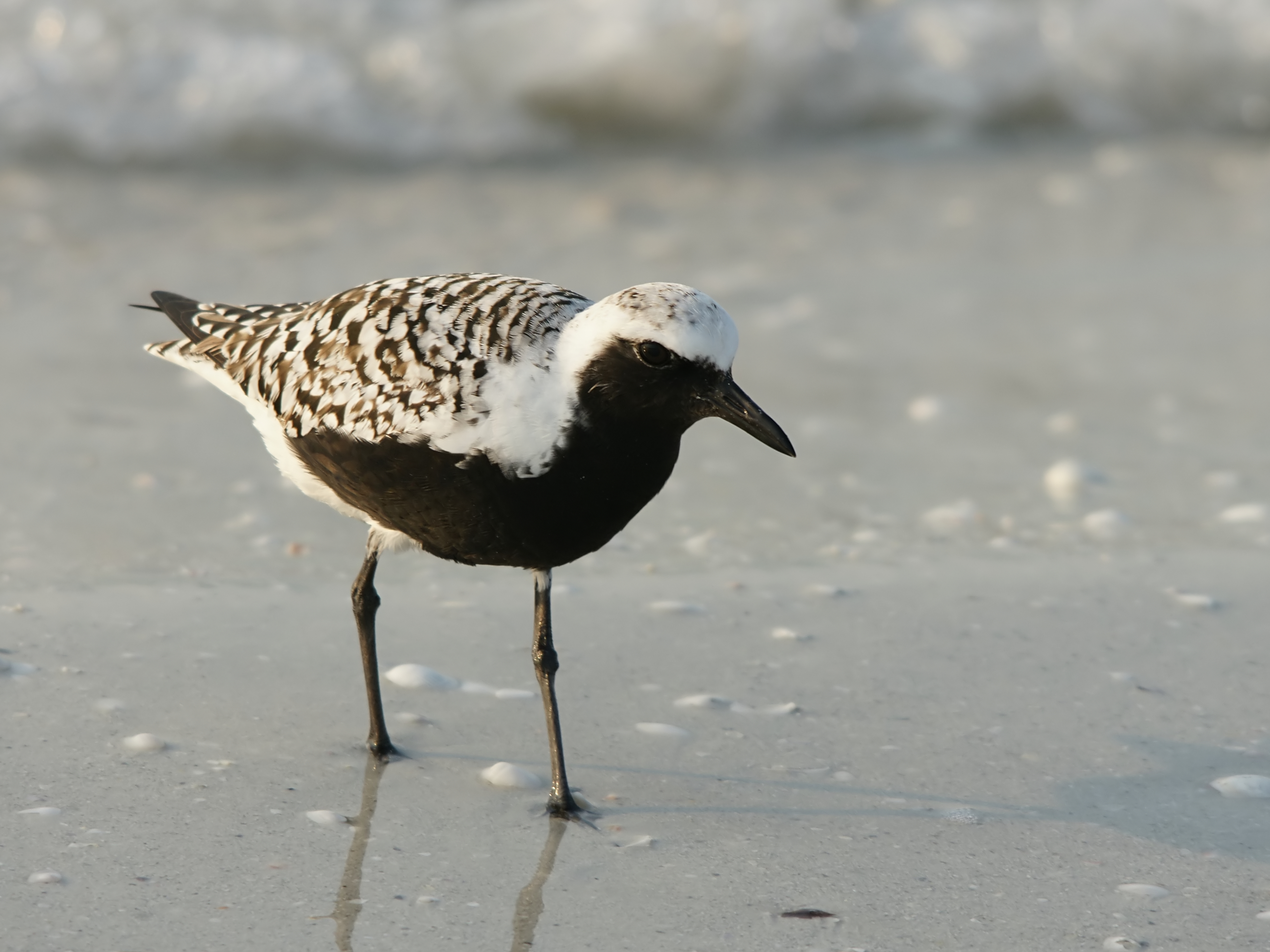
قطقاط رمادي في فصل الصيف

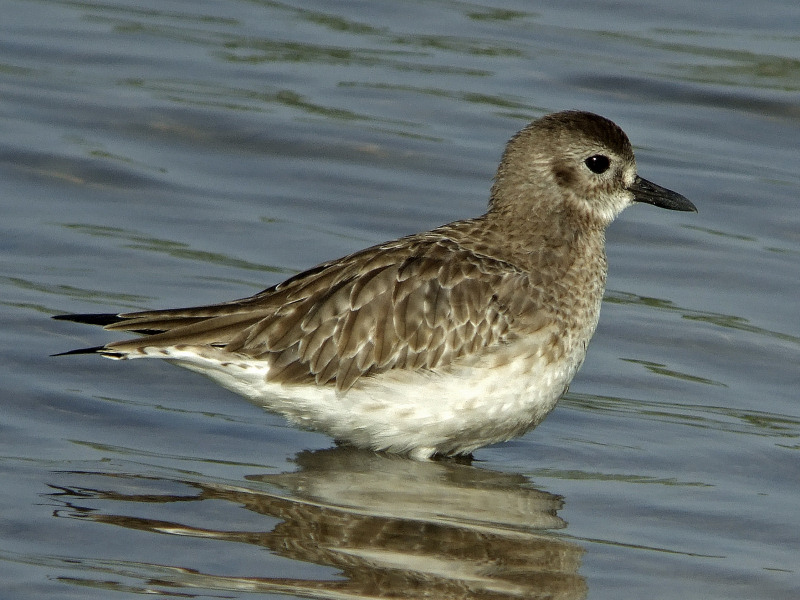
قطقاط رمادي في فصل الشتاء

رسول الغيث الرمادي أو قطقاط رمادي (Grey Plover) الاسم العلمي (Pluvialis Squatarola)، قطقاط كبير الحجم ومنقاره أسود وقصير، يسهل التعرف عليه في الصيف حيث يكون أسفل جسمه أسود من وجهه ورقبته إلى آخر بطنه. ويكون أعلى جسمه مبقع بالأبيض والأسود، وفي الشتاء يكون ظهره رمادي وبطنه أبيض، ويعتبر زائر شتوي شائع.

## اقرأ أيضا
- تطور الطيور
- النحام الكبير فنتير
- البلشون الرمادي
- أبو قردان (بلشون البقر)
- بلشون الصخر
- أبوملعقة
- الحذف الشتوي (بطة)